# Fabrizio Brignolo
Fabrizio Brignolo (Asti, 1º dicembre 1968) è un politico italiano, sindaco di Asti dal 2012 al 2017, oltreché presidente dell'omonima provincia dal 2014 al 2015.

## Biografia
Di professione avvocato, fu eletto consigliere comunale ad Asti nel 1998 per i Democratici di Sinistra. Nuovamente eletto nel 2002, fu assessore all'urbanistica della giunta di centro-sinistra guidata da Vittorio Voglino. Nel 2007 aderì al Partito Democratico e sedette in consiglio comunale nei banchi dell'opposizione fino al 2012, anno in cui fu candidato a sindaco di Asti alle elezioni amministrative. Alla guida di una coalizione di centro-sinistra costituita da Partito Democratico, Sinistra Ecologia Libertà, Moderati e Italia dei Valori, venne eletto sindaco il 21 maggio 2012 al secondo turno contro lo sfidante del centro-destra, il sindaco uscente Giorgio Galvagno, con il 57% delle preferenze degli elettori. Si insediò il 22 maggio 2012.
Il 12 ottobre 2014 venne eletto presidente della Provincia di Asti con 54 192 voti virtuali. In seguito ad una sentenza pronunciata dal tribunale civile di Asti, il 20 marzo 2015 Brignolo è decaduto dalla carica di presidente della provincia, in quanto non compatibile con il suo incarico di consigliere della Cassa di Risparmio di Asti.